# Oskhosh HEMTT
L'HEMTT (Heavy Expanded Mobility Tactical Truck), ovvero autocarro tattico pesante a elevata mobilità prodotto dalla Oshkosh Corporation, è il risultato della necessità statunitense di costituire un veicolo pesante su ruote dalla capacità elevata di trasporto, con elevata mobilità. Questo poiché l'unico mezzo precedente della categoria, il M520 GOER, venne prodotto in soli 920 esemplari. L'M997, versione base da carico generico dell'HEMTT, è stata ordinata in oltre 5.000 esemplari, i primi sono stati schierati nel 1982 e alla metà degli anni '80 erano già in servizio in numerosi teatri operativi, nonostante i problemi originali.
Tutti i mezzi hanno un argano e una gru per il carico e lo scarico. Le varianti principali includono un'autocisterna, un trattore d'artiglieria e un mezzo per le riparazioni, che ha una piattaforma di carico tra il secondo e il terzo asse di ruote, per trasportare i pezzi di ricambio.